# مصر للطيران للصناعات المكملة
شركة مصر للطيران للصناعات المكملة (بالإنجليزية: EGYPTAIR SUPPLEMENTARY INDUSTRIES)‏ شركة خدمة جوية مصرية تتبع شركة مصر للطيران القابضة. تأسست مصر للطيران للصناعات التكميلية في أبريل 2006. والغرض الرئيسي للشركة هو تحقيق مطالب الشركات والسلطات من خلال إجراء أنشطة تصنيع المواد غير الهيكلية وجميع البنود الأخرى البلاستيكية المستخدمة لخدمات تقديم الطعام على متن الطائرة، وتصنيع جميع المواد المطبوعة للأنشطة الإدارية وبيت الطباعة مصر للطيران في الاستفادة من وجود ثلاث مراحل الإنتاج الرئيسية تحت سقف واحد. لدى مصر للطيران للصناعات المكملة 5 وحدات للإنتاج الرئيسية هما (AeroFashion ، AeroWood ، AeroPlast ، AeroPrint ، AeroMetal )، مع التكنولوجيا الحديثة والموظفين والعاملين المدربين.

## خدمات الشركة
توفير جميع احتياجات شركات الطيران والفنادق والمستشفيات من خلال منتجات ذات جودة عالية وحديثة كهدف أساسي لتحقيق أعلى مستويات، وتقديم الخدمات التالية من قبل المصانع الرئيسية .

### AeroPlast
تصنيع جميع المواد البلاستيكية وأكياس معبأة مسبقا المستخدمة لخدمات التموين في الطيران ونحن نسعى لتغطية جميع احتياجات الطعام مع منتجات ذات جودة عالية، وتحقيق الاكتفاء الذاتي.

### AeroMetal
توفير المنتجات المعدنية المتقدمة لتغطية احتياجات الشركة القابضة وشركاتها التابعة والعملاء الخارجيين.

### AeroPrint
تصنيع جميع المواد المطبوعة للأنشطة الإدارية للشركة القابضة والشركات التابعة لها، وزارة الطيران المدني والشركات والسلطات.

### AeroWood
توفير المنتجات الخشبية المتقدمة لتغطية احتياجات الشركة القابضة وشركاتها التابعة والعملاء الخارجيين.

### AeroFashion
تصنيع الزي الرسمي عالية الجودة الجلود والمواد للاستخدام من قبل موظفي الشركات والموظفين، وسوق إضافات في السوق المحلي أو الدولي.